# Jean Crotti
Jean Crotti (Bulle, 24 aprile 1878 – Parigi, 30 gennaio 1958) è stato un pittore svizzero.

## Biografia
Studiò prima a Monaco di Baviera, presso la scuola di Arti Decorative. All'età di 23 anni si trasferì a Parigi per studiare arte all'Académie Julian. Inizialmente fu influenzato dall'Impressionismo, poi dal Fauvismo e dall'Art Nouveau. Intorno al 1910 iniziò a sperimentare il Cubismo orfico.
Profugo della prima guerra mondiale, vide l'America come un luogo nel quale avrebbe potuto vivere e sviluppare la sua arte. A New York condivise uno studio con Marcel Duchamp e incontrò la sorella di questi, Suzanne. Ella faceva parte del movimento Dada, del quale sarebbe entrato a far parte anche lui. Nel 1916 esibì al pubblico opere simili a quelle del movimento orfista, molte delle quali avevano titoli religiosi. Tra le opere si ricordano il Ritratto di Marcel Duchamp e il molto discusso Les Forces Mécaniques de l'amour, Mouvement, creato riutilizzando vari oggetti.
Nell'autunno del 1916 si separò da sua moglie, Yvonne Chastel, e tornò a Parigi. Aveva iniziato una relazione con Suzanne Duchamp, culminata nel divorzio da Yvonne nel 1919 e nell'immediato matrimonio con Suzanne. Quest'ultima influenzò molto la produzione pittorica di Crotti. Nel 1920 diede vita ad uno dei suoi quadri più conosciuti, un ritratto di Thomas Edison. Partecipò all'esposizione internazionale di Parigi del 1925 e all'International Exhibition of Modern Art al Brooklyn Museum (1926-1927). Negli anni successivi, dipinse molti quadri e tenne mostre delle sue opere nelle principali gallerie d'Inghilterra, Francia, Germania e Stati Uniti d'America.